# Konklave Mai 1555

Wappen des Kardinalkämmerers während der Sedisvakanz

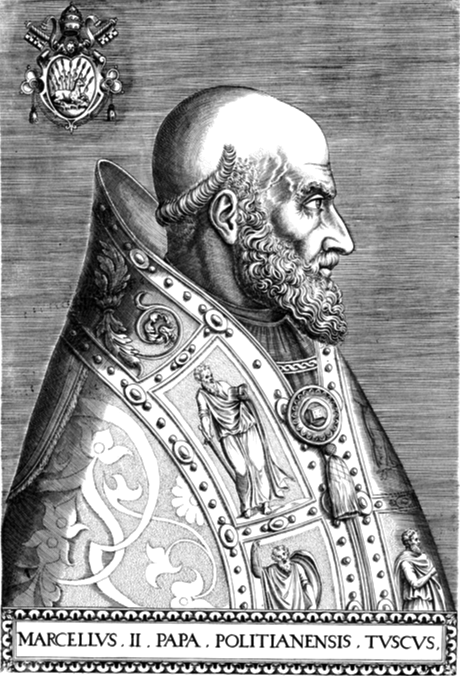
Marcellus II.

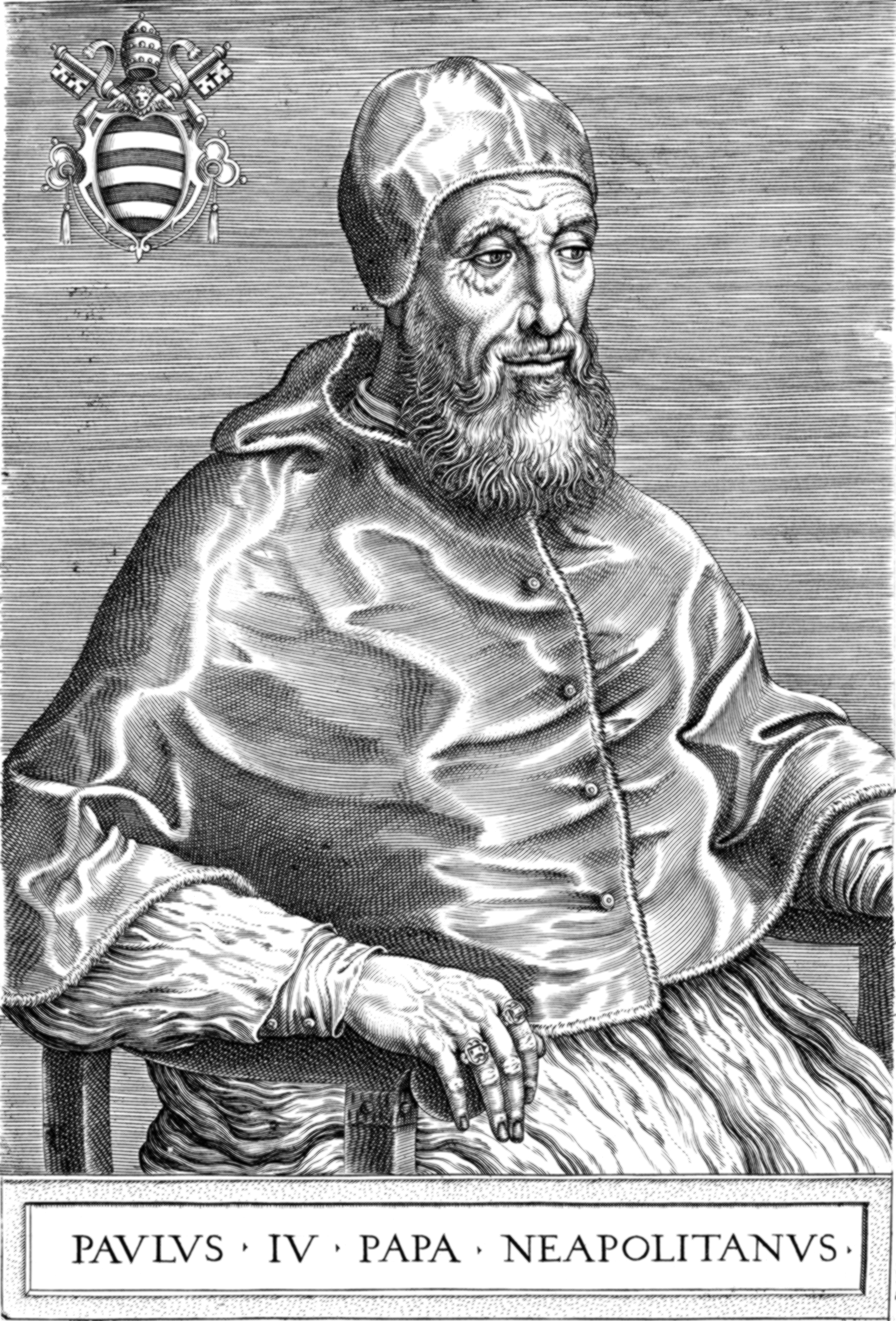
Paul IV.

Das Konklave vom Mai 1555 war die Wahlversammlung der Kardinäle nach dem Tod von Papst Marcellus II. und dauerte vom 15. Mai 1555 bis zum 23. Mai 1555, also neun Tage. Seine Wahl fiel auf den Kardinaldekan Gian Pietro Carafa, der sich Papst Paul IV. nannte.

## Kardinalskollegium
Zum Zeitpunkt des Wahlkonklaves gehörten dem Kardinalskollegium 56 Kardinäle an, von denen 37 an der Eröffnung des Konklaves teilnahmen. Weitere 3 Kardinäle kamen mit Verspätung hinzu und 10 blieben ihm fern. Aufgrund der Kürze des vergangenen Pontifikates gab es keine Veränderungen seit dem letzten Konklave.
- Italien: 37
- Frankreich: 12
- Spanien: 3
- Deutschland: 2
- England: 1
- Portugal: 1

## Teilnehmende Kardinäle
- Kardinaldekan: Gian Pietro Carafa
- Jean du Bellay
- François de Tournon Reg.Can
- Juan Álvarez de Toledo OP
- Rodolfo Pio
- Francesco Pisani
- Ercole Gonzaga
- Girolamo Doria
- Alessandro Farnese jun.
- Guido Ascanio Sforza di Santa Fiora
- Reginald Pole
- Niccolò Caetani di Sermoneta
- Robert de Lénoncourt
- Ippolito d’Este
- Giacomo Savelli
- Miguel da Silva
- Giovanni Girolamo Morone
- Cristoforo Madruzzo
- Bartolomé de la Cueva y Toledo
- Georges d’Armagnac
- Federico Cesi
- Durante Duranti
- Girolamo Recanati Capodiferro
- Tiberio Crispo
- Ranuccio Farnese
- Charles de Guise de Lorraine
- Giulio della Rovere
- Girolamo Verallo
- Giovanni Angelo Medici
- Innocenzo Ciocchi del Monte
- Cristoforo Guidalotti Ciocchi del Monte
- Fulvio Giulio della Corgna O.S.Hier.
- Giovanni Michele Saraceni
- Giovanni Ricci
- Giovanni Andrea Mercurio
- Giacomo Puteo
- Pietro Bertani OP
- Fabio Mignanelli
- Giovanni Poggio
- Giovanni Battista Cicala
- Girolamo Dandini
- Luigi Cornaro
- Roberto de’ Nobili
- Girolamo Simoncelli
- Pedro Pacheco de Villena
- Pietro Tagliavia de Aragonia

## Abwesende Kardinäle
- Otto Truchseß von Waldburg
- Charles de Bourbon
- Louis de Guise de Lorraine
- Claude de Longwy de Givry
- Jacques d’Annebaut
- Henrique de Portugal
- Antoine Sanguin de Meudon
- Odet de Coligny de Châtillon
- Francisco Mendoza de Bobadilla
- Louis de Bourbon-Vendôme